# London to Holyhead
London to Holyhead war ein Straßenradrennen in Großbritannien und fand von 1951 bis 1978 als Eintagesrennen statt.

## Geschichte
Die Idee zu dem Rennen hatte der ehemalige Radrennfahrer Percy Stallard. Organisiert wurde London to Holyhead zunächst von der British League of Racing Cyclists (BLRC), einem der beiden damals existierenden Radsportverbände in Großbritannien.
Das Rennen führte von der britischen Hauptstadt London in die walische Stadt Holyhead. Die Distanz von 427 bis 435 Kilometern wurde nonstop absolviert. Es war das längste Eintagesrennen in Großbritannien und wurde nicht in jedem Jahr ausgetragen. Neunmal wurde das Rennen insgesamt veranstaltet.
Die erste Ausgabe von London to Holyhead fand am Samstag, dem 9. Juni 1951 statt. 28 Berufsfahrer waren am Start, darunter fünf britische Profis, die damals in Frankreich fuhren. Das Rennen führte durch vierzehn Grafschaften. Die zweite Ausgabe des Rennens fand 1961 in Verantwortung des britischen Radsportverbandes British Cycling statt, zu dem die beiden Verbände BLCR und NCU sich vereinigt hatten. Am Start waren 40 Unabhängige und Amateure. 1965 wurde das Rennen zum ersten Mal im Fernsehen übertragen und hatte eine große öffentliche Resonanz. Nach 1965 fand sich zunächst kein Sponsor mehr für die Veranstaltung des Rennens. 1978 wurde das Rennen auf 435 km ausgeweitet.

## Palmarès
- 1951  Les Scales
- 1961  Albert Hitchen
- 1962  Dennis Tarr
- 1963  Alan Jacob
- 1964  Albert Hitchen
- 1965  Tom Simpson
- 1970  Sid Barras
- 1977  Sid Barras
- 1978  Rudy Vanhaerens